# Gösta Salén
Gösta Antenor Salén (Estocolmo, 4 de enero de 1922-Estocolmo, febrero de 2002) fue un deportista sueco que compitió en vela en la clase 6 Metre. Participó en los Juegos Olímpicos de Londres 1948, obteniendo una medalla de bronce en la clase 6 Metre.

## Palmarés internacional
| Juegos Olímpicos | Juegos Olímpicos      | Juegos Olímpicos  | Juegos Olímpicos |
| Año              | Lugar                 | Medalla           | Clase            |
| ---------------- | --------------------- | ----------------- | ---------------- |
| 1948             | Londres (Reino Unido) | Medalla de bronce | 6 Metre          |